# 安疆臣
安疆臣（1581年2月5日（萬曆九年正月初二）—1608年12月12日（萬曆三十六年十一月初六）），字泰階，水西土司、明朝贵州宣慰使。
安疆臣是安國亨的次子。萬曆二十六年（1598年），安國亨去世。因長子安民已經去世，遂由安疆臣繼位。此時，播州土司楊應龍起兵叛明，而安疆臣也被人告發有謀反之意。萬曆帝下詔不問罪，許其殺敵圖功。安疆臣隨即向明廷表示效忠。貴州巡撫郭子章許諾稱，若是安疆臣能夠立功，便將播州侵占的烏江地六百里歸還給水西。於是安疆臣領兵參戰。
播州之役後，播州被改土歸流，分其地為遵義、平越二府，分隸四川、貴州，以渭河中心為界。水煙、天旺二地原屬於播州，安萬銓在位之時被水西奪取。王象乾總督川湖貴州軍務之後，聲稱此二處應屬於播州要求安疆臣歸還。但郭子章奏稱此處並非由安疆臣侵占；而且自己先前曾許諾要將土地分封給水西，如今卻要奪其土地，自己將無面目見安疆臣。王象乾則彈劾安疆臣並未盡心參戰，甚至曾與播州土司有往來。確定邊界之事累年不決。兵部責令四川、貴州兩省巡按御史勘報，言官多彈劾王象乾貪功起釁。而安疆臣亦曾派人進京行賄。群臣多支持安疆臣。最終，安疆臣獲得了先前許諾的土地，並被增秩，加布政司左參議，授懷遠將軍階，封定遠侯，賜飛魚服。其母卒，得賜祭。自此水西成為貴州境內勢力最大的土司，朝廷也無法制衡。
萬曆三十年（1602年），播州土司的餘黨吳洪、盧文秀詐稱楊應龍有子，聚眾叛亂，安疆臣奉命將其剿滅。萬曆三十六年（1608年），安疆臣去世，无嗣，其弟安尧臣继位。